# Marjorie Child Husted
Marjorie Child Husted (* 2. April 1892 als Marjorie Child; † 23. Dezember 1986)  war eine US-amerikanische Managerin und Hörfunkmoderatorin. Als Leiterin der Hauswirtschaftsabteilung von General Mills prägte sie von 1927 bis 1947 wesentlich die Werbefigur Betty Crocker, die unter Husteds Einfluss so große Bekanntheit erlangte, dass das Magazin Fortune 1945 Betty Crocker zur populärsten Frau nach Eleanor Roosevelt wählte. Für ihre Leistungen wurde Husted mehrfach ausgezeichnet.

## Leben
Husted, eine Absolventin der University of Minnesota, hatte bereits vier Jahre für Washburn Crosby gearbeitet, als sie 1927 zur Leiterin des Home Service Department befördert wurde. Betty Crocker war zu diesem Zeitpunkt bereits eine über Radiosendungen weit bekannte Figur: Washburn Crosby Company, der Vorläufer von Generals Mills, hatte sich bereits im Herbst 1924 dafür entschieden, eine Radio-Kochsendung mit Betty Crocker zu etablieren, und erwarb dafür einen Radiosender, der in einer Region von Kalifornien über Illinois bis nach Tennessee empfangen werden konnte. Am 2. Oktober 1924 wurde die erste Radio-Kochsendung unter dem Titel Good Food ausgestrahlt. Knapp 1 Jahr später, am 21. September, begann die Ausstrahlung von Kochsendungen, die im ganzen Gebiet der USA zu empfangen waren. Susan Marks bewertet diesen Schritt als mutig: Die Anzahl der Radiobesitzer war zwar von 5000 im Jahre 1920 auf 2,5 Millionen im Jahr 1924 angestiegen, aber das Radio gehörte noch nicht zur Standardausstattung eines Haushaltes, der Nutzen von Radiowerbung war noch nicht belegt und Betty Crocker hatte sich auch noch nicht als Werbeträger für das Mehl der Firma  durchgesetzt. Es zeigte sich jedoch schnell, dass über Radiosendungen weitaus mehr potentielle Kunden als über selbst die umsatzstärksten Zeitungen erreicht werden konnten.
1925 kristallisierten sich zwei in ihrem Inhalt deutlich unterschiedliche Radiosendungen heraus: The Betty Crocker Service Program und an Freitagen The Betty Crocker Cooking School of the Air, die gelegentlich auch die Gold Medal Flour Radio Cooking School genannt wurde. Viele Zuhörer partizipierten aktiv an dieser Kochsendung, deren Beginn in den gesamten USA Aufmerksamkeit erregte. Im ersten Jahr meldeten sich nicht weniger als 47.000 Zuhörer als Schüler dieser Kochsendung an, 1933 waren es bereits 250.000. Wer sich anmeldete, erhielt einen Fragebogen zu den Rezepten, der zusammen mit der Unterschrift des Einzelhändlers, die bestätigte, dass der Kochschüler Mehl der Marke Gold Medal kaufe, wieder an die Washburn Crosby Company zurückgesendet wurde. Auf diese Weise verdienten sich die Kochschüler ihr Diplom der einmal im Jahr übertragenen Abschlussfeier.
Zu den Pflichten Husteds gehörte es, diese Radioprogramme zu schreiben. Sie verkörperte in diesen Sendungen gelegentlich Betty Crocker auch persönlich. Am 5. Oktober 1927, in einer der ersten Sendungen, für die sie verantwortlich war, wandte sie sich mit folgenden Worten an ihre Zuhörer:

„Ich stelle Sie mir gerne vor, wenn ich hier rede. Ich kann die erfahrene Hausfrau sehen, die gerade Kartoffeln schält oder andere Arbeiten verrichtet, während sie zuhört, um ein paar kleine Ratschläge zu bekommen, die die Monotonie der alten Routine durchbrechen. Ich sehe stark eingebundene Mütter kleiner Kinder, Großmütter, Bräute und junge Hausfrauen und die, die nicht mehr raus kommen, die ans Bett gefesselt sind oder auf Hilfe angewiesen und die mir immer wieder erzählen, wie sehr sie auf unsere Sendung warten ... ist es nicht wunderbar, dass egal wo sie sind, dass wir so zusammentreffen können um die Dinge zu diskutieren, die uns alle interessieren. Ein Radio duldet keine Zeit- oder Entfernungsbeschränkungen. Es sind noch nicht so viele Jahre her, wo wir Nachbarn treffen mussten, vielleicht beim Schwatz überm Zaun, oder wo wir auf ein Vereinstreffen oder einen Nähkreis warten mussten, um Rezepte auszutauschen. Heute aber, obwohl ich Meilen weg bin, kann ich mit ihnen reden und Radiohörer in Massachusetts können Ideen mit Radiozuhörern in Kalifornien austauschen.“

Susan Mark weist in ihrer Geschichte der Werbefigur Betty Crocker jedoch ausdrücklich darauf hin, dass die Persönlichkeit von Husted der der Werbefigur alles anderes als entsprach. Husted war durchsetzungsfähig, sprach selbstbewusst aus, was sie dachte und hatte eine klare Vorstellung darüber, wie sie Betty Crocker der US-amerikanischen Bevölkerung verkaufen konnte. Unter ihrem Einfluss wurden die Kochsendungen von Betty Crocker Bestandteil der National Broadcasting Company. Anfangs nur von einer Dauer von 20 Minuten wurden sie auf eine Stunde ausgedehnt und drei Mal die Woche gesendet. Die Kochsendungen waren eine der ersten dieser Art und entwickelte sich zu der mit der höchsten Zuhörerzahl.

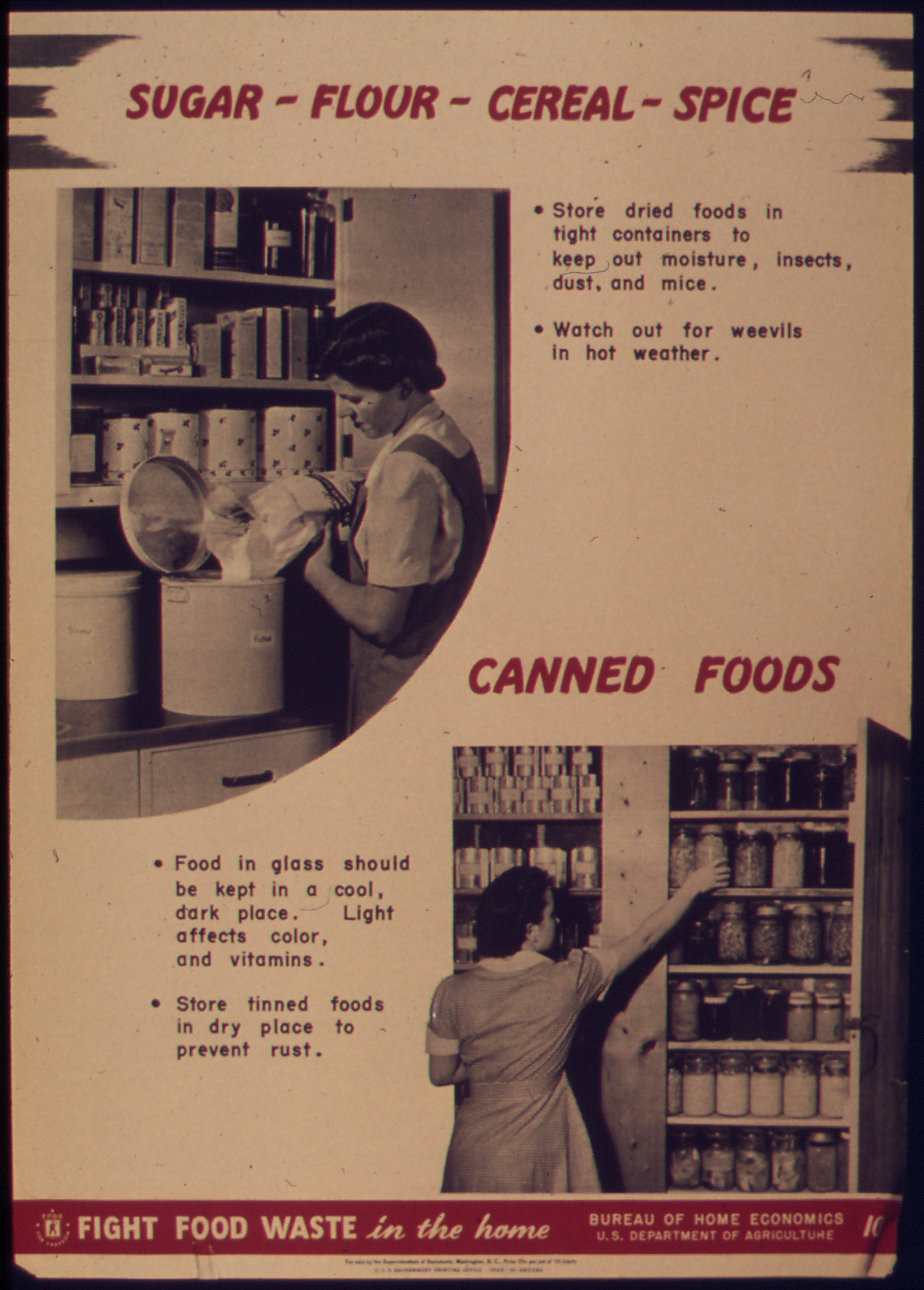
Bekämpft Nahrungsverschwendung im Haushalt – Plakat eines US-amerikanischen Ministeriums während des Zweiten Weltkriegs

Husted besaß unter anderem Erfahrungen aus der Arbeit für ein Unterstützungswerk des Roten Kreuzes und war dadurch auch mit der Situation von Familien mit nur geringem Einkommen vertraut. Husted gilt auch dafür verantwortlich, dass Betty Crocker ihre Zuhörer um Anregungen bat, welche Themen in den Sendungen behandelt werde sollten. Der Erfolg der Radiosendung führte dazu, dass auch andere Unternehmen anfingen, Radiosendungen auszustrahlen, die sich primär an Frauen richteten oder Produkte des alltäglichen Bedarf bewarben. Es ist auch Husteds Einfluss zuzurechnen, dass sich während der Großen Wirtschaftskrise während der 1930er Jahre sich das Programm zunehmend auf Rezepte und Menü-Vorschlägen für finanziell besonders betroffene Familien konzentrierte. Die Broschüre Meal Planning on Minimum and Low Cost Budgets (dt. Mahlzeiten bei Minimum- und geringen Einkommen) wurde kostenlos verschenkt. Der Historiker James Gray, der 1954 eine Geschichte der General Mills veröffentlichte, wies darauf hin, dass in diesen Jahren die Vermarktung der firmeneigenen Produkte fast zweitrangig war. Wie hilfreich die Rezepte und Anregungen für Familien war, die von der Weltwirtschaftskrise besonders betroffen waren, belegen auch die zahlreichen Briefe, die bei General Mills eingingen und Susan Marks dazu bewegte, die 1930er Jahre als die altruistischen Jahre in der Geschichte dieser Werbefigur zu bezeichnen und als Beispiel für eine Persönlichkeit nennt, die Corporate Citizenship verkörpert.
Der Eintritt der Vereinigten Staaten in den Zweiten Weltkrieg bedeutete neben steigenden Lebensmittelpreisen auch Rationierung von Lebensmitteln wie Kaffee, Butter, Zucker und Fleisch. Verschiedene Abteilungen von General Mills arbeiteten hart daran, Betty Crocker als eine unverzichtbare Figur der allgemeinen Kriegsanstrengungen zu machen. Zahlreiche Rezepte, die mit der Signatur von Betty Crocker veröffentlicht wurden, gaben Tipps wie Zucker gespart werden könne. In einer heute nicht mehr vorstellbaren Vermengung von öffentlichen und kommerziellen Interessen nutzte das Office of War Information 1945 die Figur Betty Crocker als tägliche Gastgeberin, um in der Radiosendung Our Nation's Rations (dt. Die Marschverpflegung unserer Nation) unter anderem für den Kauf von Kriegsanleihen und das Spenden von Blut sowie Empfehlungen für den Umgang mit Lebensmitteln zu verbreiten. Die verschiedenen Schauspielerinnen, die Betty Crocker verkörperten, interviewten Soldaten, Behördenvertreter und Ernährungsexperten und informierten die Zuhörer über Sachverhalte, die von der weltweiten Ernährungssituation bis zur Versendung von Weihnachtspäckchen ins Ausland reichten.
Marjorie Husted schied 1947 bei General Mills aus. Sie arbeitete 1948 als Beraterin des U.S. Department of Agriculture.
In einem Interview im Jahre 1978, als sich die gesellschaftliche Rolle der Frau im Vergleich zu den späten 1940er Jahren schon grundlegend geändert hatte und ideologiegetriebene Sendungen wie die von Husted verantworteten, mehr als zwei Jahrzehnte aus der Mode waren, hielt Husted fest:

„Ich finde es interessant zurückzuschauen und zu realisieren, wie besorgt ich über das Wohlbefinden und den Selbstachtung von Frauen war, die die Rolle der Hausfrau wahrnahmen. Diese Frauen brauchten eine Befürworterin. Da waren Millionen von ihnen, die zu Hause blieben, sich um die Kinder kümmerten, kochten und sauber machten und das alles mit einem winzigen Budget – alles in allem eine deprimierende Angelegenheit. Sie brauchten jemanden, der sie daran erinnert, dass sie einen Wert hatten.“

## Auszeichnungen
- 1949 wurde Husted von der Advertising Federation of America zur Werbefrau des Jahres ernannt.
- Am 14. Mai 1949 wurde Marjorie Husted für ihre Leistungen durch den US-Präsidenten Harry S. Truman mit dem Women's Press Club Award ausgezeichnet. Zu den gleichzeitig ausgezeichneten Frauen gehörte Dorothy McCullough Lee, Madeline Carroll, Anna Mary Robertson, Eleanor Roosevelt und Mary Jane Ward.[14]

## Einzelbelege
1. ↑  Marjorie Husted. In: Social Security Death Index. New England Historic Genealogical Society, abgerufen am 11. April 2015.
2. ↑  Susan Marks: Finding Betty Crocker, S. 116.
3. 1 2  Susan Marks: Finding Betty Crocker, S. 41.
4. ↑  Susan Marks: Finding Betty Crocker, S. 34.
5. ↑  Susan Marks: Finding Betty Crocker, S. 29.
6. ↑  Susan Marks: Finding Betty Crocker, S. 37 und S. 51.
7. ↑  Susan Marks: Finding Betty Crocker, S. 35.
8. ↑  Susan Marks: Finding Betty Crocker, S. 41. Im Original lautet das Zitat: I like to picture you as I talk. I can see experienced housekeepers peeling potatoes, or doing some other „sitting down“ job while they listen for the little hints which help relieve the monotony of the old routine. I see busy mothers of small children, grandmothers, brides and young housekeepers, and the shut-ins, who are bed-fast or helpless, who tell me they never fail to watch for this hours. ... Isn't it wonderful that no matter where you are we can meet this way to discuss the things we are all interested in? The radio admits no barrier of time or distance. Not so many years ago we had to go out visiting with near neighbors, perhaps gossiping over the back fence, or we waited for a club meeting or sewing circle to exchange recipes. But now, though I am miles away, I can talk to you, and radio friends in Massachusetts can exchange ideas whit those in California.
9. ↑  Susan Marks: Finding Betty Crocker, S. 42.
10. 1 2  Susan Marks: Finding Betty Crocker, S. 50.
11. ↑  Susan Marks zitiert umfangreich aus Leserbriefen, die immer wieder betonen, wie hilfreich Betty Crockers Ratschläge wären, mit einem begrenzten Einkommen eine Familie satt zu bekommen, s. S. 51 bis S. 57. Die Anmerkung zum Good Corporate Citizenship befindet sich auf S. 125.
12. ↑  Susan Marks: Finding Betty Crocker, S. 107.
13. ↑  Susan Marks: Finding Betty Crocker, S. 126. Im Original lautet das Zitat: It is very interesting to me to look back now and realize how concerned I was about the welfare of women as homemakers and their feelings of self-respect. Women needed a champion. Here were millions of them staying at home alone, doing a job with children, cooking, cleaning on minimal budgets - the whole depressing mess of it. They needed someone to remind them they had value.
14. ↑  Susan Marks: Finding Betty Crocker, S. 124.

| Personendaten    | Personendaten                                     |
| ---------------- | ------------------------------------------------- |
| NAME             | Husted, Marjorie Child                            |
| ALTERNATIVNAMEN  | Child, Marjorie (Geburtsname)                     |
| KURZBESCHREIBUNG | US-amerikanische Managerin und Hörfunkmoderatorin |
| GEBURTSDATUM     | 2. April 1892                                     |
| STERBEDATUM      | 23. Dezember 1986                                 |